# Попов Василь Степанович
Попов Василь Степанович (8 січня 1894, станиця Преображенська, Область Війська Донського, Російська імперія — 2 липня 1967, Москва, СРСР) — радянський воєначальник, генерал-полковник (1944), Герой Радянського Союзу (1945).

## Біографія

### Початкова біографія
Народився в сім'ї донського козака. Закінчив учительську семінарію. Учасник Першої світової війни, мав військове звання прапорщика.
У Червоній армії — з 1919 року. Учасник Громадянської війни в Росії. Під час війни був начальником штабу 39-ї стрілецької дивізії, начальником штабу і командиром 6-ї кавалерійської бригади 1-ї Кінної армії. Брав участь у радянсько-польській війні. Був нагороджений орденом Червоного Прапора.
Після війни закінчив Військову академію РСЧА (1922), служив спершу начальником а згодом і командиром 2-ї кавалерійської дивізії. Пізніше командував кавалерійською бригадою у боях з басмачами. Із 1926 року — порученець С. М. Будьонного. Із 1927 року — начальник Української кавалерійської школи. У 1931—1937 роках — командир 12-ї кавалерійської дивізії, у 1937—1939 роках — командир 4-го кавалерійського корпусу. Активно займався військово-науковою діяльність, у 1937 році закінчив кандидатську дисертацію на здобуття наукового ступеня кандидата військових наук, восени 1939 року викладав загальну тактику у Військовій академії імені М. В. Фрунзе.
Учасник радянсько-фінської війни, під час якої командував 28-м стрілецьким корпусом на Карельському перешийку. Після війни продовжував командувати корпусом у Західному особливому військовому окрузі.

### Німецько-радянська війна
Учасник німецько-радянської війни з 22 червня 1941 року. У перші дні війни на чолі 28-го стрілецького корпусу 4-ї армії Західного фронту брав участь у боях під Брестом, Кобрином, Пропойськом, Могильовом. Був важко поранений.
У вересні 1941 — січні 1942 року — заступник командувача 50-ї армії. Брав участь в обороні Тули, командував оперативною групою.
У січні 1942 — квітні 1944 року — командувач 10-ї армії. Брав участь у Тульській та Смоленській наступальних операціях. За успішні бойові дії був нагороджений орденом Суворова 1-го ступеня.
У квітні-травні 1944 року — заступник командувача 1-го Білоруського фронту. Із травня 1944 року і до кінця війни — командувач 70-ї армії. Відзначився під час Східно-Прусської наступальної операції взимку 1945 року. За взяття міста Торунь був удостоєний звання Героя Радянського Союзу (10 квітня 1945 року).

### Після війни
Після війни командував у 1945—1946 роках 43-ю армією, а у 1946—1947 роках — 10-ю гвардійською армією.
Із 1947 року знаходився на викладацькій і військово-науковій роботі, був начальником факультету Військової академії імені М. В. Фрунзе. Із 1959 року — у відставці.
Помер 2 липня 1967 року в Москві. Похований на Новодівичому кладовищі.

## Військові звання
- Комбриг (1935)
- Комдив (1938)
- Генерал-майор (1940)
- Генерал-лейтенант (1942)
- Генерал-полковник (1944)

## Нагороди
- Медаль «Золота Зірка» Героя Радянського Союзу (10 квітня 1945)
- Два ордени Леніна (21 лютого 1945 — за вислугу років; 10 квітня 1945 — до медалі «Золота Зірка» Героя Радянського Союзу)
- П'ять орденів Червоного Прапора (1921; 1942; два ордени в 1944; 1949)
- Два ордени Суворова 1-го ступеня (1943; 1945)
- Орден Кутузова 1-го ступеня (1944)
- Орден Червоної зірки (1936)
- Медаль «За оборону Москви» (1944)
- Медаль «За перемогу над Німеччиною» (1945)
- Медаль «20 років перемоги у Великій Вітчизняній війні» (1965)
- Медаль «За визволення Варшави» (1945)
- Медаль «XX років РСЧА» (1938)
- Медаль «30 років Радянської Армії і Військово-морського флоту» (1948)
- Медаль «40 років Збройним силам СРСР» (1958)
- Медаль «В пам'ять 800-ліття Москви» (1947)
- Польські ордени «Virtuti militari» (1945) та «Хрест Грюнвальда» (1945).